# Алберт III (Намюр)
Алберт III (на немски: Albert III, * от 1035 доказан, † 22 юни 1102) е от 1063/1064 г. граф на Намюр.

## Произход
Той е най-възрастният син на граф Алберт II († ок. 1063) и Регинлинда от Лотарингия († сл. 1067), дъщеря на херцог Готцело I от Долна Лотарингия и Горна Лотарингия от фамилята Вигерихиди. Майка му е сестра на папа Стефан IX (1057 – 1058).

## Фамилия
Алберт III се жени през 1065/1066 г. за Иза от Саксония († 31 юли 1101), дъщеря на херцог Бернхард II от фамилята Билунги. Тя е вдовица на Фридрих II от Люксембург († 28 август 1065), 1046 г. херцог на Долна Лотарингия (Вигерихиди), наследничка на Ла Рош. Те имат децата:
- Готфрид (* 1080, † 19 август 1139), от 1102 г. граф на Намюр, граф на Люксембург
- Хайнрих I (* 1070, † пр. 1138), граф на Ла Рош
- Фридрих († 1121), епископ на Лиеж от 1119 do 1121 г.
- Алберт († ок. 1122), регент на Яфа за малолетния граф Хуго II от Яфа
- Аликс († ок. 1124), ∞ Ото II, граф на Шини († 1125)